# 頌栄
頌栄（しょうえい、ギリシア語: δοξολογία,ラテン語: doxologia,イタリア語:dossologia,フランス語:doxologie,ドイツ語:Doxologie,英語: doxology）あるいは栄唱(えいしょう)は、キリスト教の様々な典礼における三位一体への賛美において歌われる賛美歌、および唱えられる祈祷文である。元来は、聖務日課で詩篇や聖書中の賛歌（カンティクム）が唱えられた後に付けられたものである。これによって、旧約聖書の詩歌を、キリスト教での利用に適したものとしたのである。

## ラテン語「グロリア・パトリ (Gloria Patri)」に相当する祈祷文
「頌栄」は、日本では主にキリスト教のプロテスタントでの呼称であり、カトリック教会では「栄唱（えいしょう）」、聖公会では「栄唱」または「小栄唱」（大栄唱すなわち「グロリア」と区別して呼ぶ）、正教会では「光栄讃詞（こうえいさんし）」と呼ぶ。
下記のギリシア語、ラテン語に由来する頌栄が、最も代表的な「頌栄」である。カトリックや聖公会、正教会等で単に「栄唱（カトリック）」「小栄唱（聖公会）」「光栄讃詞（正教会）」といえば、通常はこの祈祷文を指す。

### ギリシャ語
Δόξα Πατρί καὶ Ὑιῷ καὶ Ἁγίῳ Πνεύματι, καὶ νῦν καὶ ἀεί καὶ εἰς τοὺς αἰώνας τῶν αιώνων, Ἀμήν.
(ラテン文字音写) Dóxa Patrí kaí Yió̱ kaí Agío̱ Pnév̱mati, kaí nýn kaí aeí kaí eis toús aió̱nas tó̱n aió̱no̱n, Amí̱n.
(発音記号除外) Doxa Patri kai Yio kai Agio Pnevmati, kai nyn kai aei kai eis tous aionas ton aionon, Amin.

### ラテン語
Gloria Patri, et Filio, et Spiritui Sancto.

Sicut erat in principio, et nunc, et semper, et in saecula saeculorum. Amen. 

### 英語
いくつかの英語の頌栄は、プロテスタント諸派および、第2バチカン公会議後ではカトリック教会においても使用されている。多くの教派で頻繁に使用される頌栄のひとつは：
Glory [be] to the Father, and to the Son, and to the Holy Ghost.

As it was in the beginning, is now and ever shall be, world without end. Amen.

"The Book of Common Prayer"（英国聖公会祈祷書1662年版）
これはかなり逐語的にラテン語の頌栄を翻訳している。「グローリア・パトリ」に当たるものとして、主にイングランド国教会と英語圏の聖公会で伝統的に用いられてきた。また、伝統的な典礼や古典宗教音楽には広く使われている。
上記のうち古風な用語を現代英語に直したものが、現代の典礼では多く用いられている。
Glory be to the Father and to the Son and to the Holy Spirit; 

as it was in the beginning is now and ever shall be, world without end.

聖公会訳："en:Common Worship"
Glory to the Father, and to the Son, and to the Holy Spirit: 

as it was in the beginning, is now, and will be for ever.

カトリック訳："en:Liturgy of the Hours" 米国カトリック司教協議会

### カトリック教会の栄唱
カトリック教会では、これを「栄唱」と呼ぶ。伝統的に聖務日課やロザリオの祈りの中で唱えられてきたもので、「主の祈り」「アヴェ・マリアの祈り」と並んで頻繁に唱えられる基本的な祈祷文である。もともとはラテン語で唱えられていたが、現代では各国語でも唱えられている。日本では長らく文語体の邦訳が使われていたが、現在は口語体の訳文が公式に唱えられる。
現行の口語訳
栄光は父と子と聖霊に。
初めのように今もいつも世々（よよ）に。アーメン。
旧文語訳
願わくは父と子と聖霊とに栄えあらんことを。
初めにありしごとく今もいつも世々にいたるまで、アーメン。

### 聖公会の小栄唱
日本聖公会では、単に栄唱というよりも、「小栄唱」と呼ぶことが多い。いわゆるミサ通常文の「グロリア」にあたる文を「大栄唱」と呼ぶため、それに対する区別である。
現行の口語訳
栄光は　父と子と聖霊に
初めのように、今も　世々に限りなく　アーメン
旧文語訳
父と子と聖霊に栄光あれ。
元始（はじめ）にあり・方今（いま）あり・世々かぎりなく在（ある）なり　アーメン

### 正教会の光栄讃詞
正教会では、これを「光栄讃詞」と呼ぶ。日本の正教会では「光栄」（ギリシア語: Δόξα、スラヴ語: Слава）、「今も」（ギリシア語: καὶ νῦν、スラヴ語: и ныне）で指示されるもので、讃詞（トロパリ）や一連の祝文を複数歌う場合、聖詠（詩篇）を複数誦読する際に、指定された箇所に「光栄」と「今も」で挟み、頻繁に用いている。
光栄讃詞
光栄は父と子と聖神゜に帰（き）す
今も何時（いつ）も世々にアミン。

### 日本のプロテスタントの頌栄
賛美歌21の頌栄
父と子と聖霊との神に、

初めも、今も後も、栄光があるように。

## 主の祈りの結びの頌栄
「主の祈り」の結びにオリジナルの聖書の聖句に付け加えられた次の文も、よく知られたある種の「頌栄」である。

### 英語
For thine is the kingdom, the power, and the glory,

for ever and ever. Amen.

"The Book of Common Prayer"（英国聖公会祈祷書1662年版）

### 日本語
プロテスタント文語訳（1880年）
国と力と栄えとは限りなく汝のものなればなり　アーメン
聖公会口語訳（2000年）
国と力と栄光は、永遠にあなたのものです　アーメン
なお、カトリック教会では、この栄唱部分は「主の祈り」の一部としては見なさず、ミサ式文の中では末尾に「アーメン」も唱えない。ただし、主の祈りに続いて司祭が唱える副文の結びに、一同で下記の頌栄が唱えられる。（やはり「アーメン」は唱えない。）
カトリック口語訳
国と力と栄光は、かぎりなくあなたのもの
ラテン語原文
Quia tuum est regnum, et potestas, et gloria in saecula.

## トマス・ケンの頌栄
多くの教派の間で見られるもうひとつのものは：
Praise God, from Whom all blessings flow; 

Praise Him, all creatures here below; 

Praise Him above, ye Heavenly Host; 

Praise Father, Son, and Holy Ghost. Amen. 
（日本語訳）
神を賛美せよ。すべての祝福は神から流れ出る；
彼を賛美せよ、この地上で、すべて造られたものよ；
天で彼を賛美せよ。汝ら、天の万軍よ；
父、子、聖霊を賛美せよ。
アーメン。
で、日本語では「あめつちこぞりて、かしこみ．．．」で始まる歌詞がよく使われる。これは、トマス・ケン（1637-1711）が、全寮制学校での礼拝のために書いた朝・夕の賛美歌の最後に付けられていた頌栄を、独立して用いるようになったものである。日本の教会では礼拝の始めに歌われることが多く、アメリカの教会では献金の感謝の歌として歌われることが多い。